# شهرستان کوار
شهرستان کوار یکی از شهرستانهای استان فارس ایران است. مرکز این شهرستان، شهر کوار است.
در حال حاضر فرماندار این شهرستان سعید خانی مظفری و نماینده آن دکتر غلامرضا توکل است.

## وجه تسمیه
کوار کلمه‌ای فارسی است و به معنای سبدی پر از میوه می‌باشد.
در برخی منابع تاریخی نام کُواد بر روی این شهر گذاشته شده است. در فارسنامه ابن بلخی در سال۵۰۰ ه‍.ق از قباد ساسانی که در سال‌های ۴۸۷ تا ۵۳۱ میلادی پادشاه ایران بوده است به عنوان بانی این شهر یاد شده است: چون قباد به پادشاهی نشست، سیرت‌های نیکو نهاد و عمارت‌های خرم بنا نهاد؛ و آثار او این شهرهاست کی در اصل او بنا کرده است، ارجان و نواحی آن … شهر آباد کُواد،....

## جغرافیا
شهرستان کوار با عرض جغرافیایی ۱۱ درجه و ۲۹ دقیقه و طول جغرافیایی ۴۲ درجه و ۵۲ دقیقه در مرکز استان فارس قرار دارد. از شمال با کلانشهر شیراز، از غرب با شهرستان فیروزآباد، از جنوب با شهرستان خفر و از شرق با شهرستان سروستان همسایه است.
شهرستان کوار با متوسط ارتفاع ۱۵۸۹ متر از سطح دریا قرار داردو هوای آن در زمره هوای معتدل مدیترانه‌ای به‌شمار می‌رود. دمای این شهرستان در گرمترین روزهای تابستان تا ۴۳ درجه سانتی گراد و در سردترین شب‌های زمستان تا منهای ۵ درجه سانت گراد می‌رسد. متوسط بارندگی در این شهرستان ۴۲۴ میلی‌متر است.

## تاریخ
شهر کوار در سال ۵۰۰ میلادی توسط قباد اول ساسانی بنیان گذاشته شد. البته آثار کاخی هخامنشی به جا مانده در این شهرستان و تپه‌های باستانی پیش از تاریخ و همچنین بنای سد تاریخی بند بهمن، نشان می‌دهد که بسیار بیشتر از زمان قباد ساسانی، منطقه کوار سکونتگاه و البته ناحیه‌ای آبادان و حاصلخیز بوده است، که از منابع مهم تأمین غلات و میوه جات در ایران در بوده. والبته به دلیل هم جواری با شهر گور، خاستگاه و نخستین پایتخت ساسانیان و قرار گرفتن در مسیر بندر سیراف به شمال از راه‌های اصلی ارتباطی ایران از لحاظ نظامی و اقتصادی بوده است.
کوار در ادوار تاریخی پس از اسلام نیز همچنان اهمیت خود را به عنوان یک شاهراه و قطب کشاورزی حفظ کرده است؛ و شهری خرم و آباد که دارای استقلال قضایی و مسجد جامعی بزرگ بوده است. و همچنین گلاب کوار به عنوان مرغوبترین و خوشبوترین گلاب جهان، شهره آفاق بوده است.
در تقسیمات نوین کشوری زمان صفویه، کوار یکی از بلوکات ۱۰۴ گانه ایران می‌شود؛ و در همین زمان طایفه بورکی به این منطقه کوچانده می‌شوند و امور دیوانی و حکومتی کوار به آن‌ها واگذار می‌شود. در همین دوران پلی جدید و کاروانسرایی بزرگ در کوار احداث می‌شود. کوار در دوران کریم خان زند که ملا ماندگار بورکی کلانتر کوار بوده است، آبادانی‌های بسیاری در کوار ایجاد می‌گردد.
در دوران قاجار، مردم کوار، نقشی تأثیرگذار در مبارزات ضد قاجاری و ضد استعماری داشتند و اوج آن را می‌توان در نهضت مشروطه دید که سردمدار این نهضت در فارس را یک کواری به نام میرزا حسین خان معتمد دیوان کواری به عهده داشته است و عاقبت نیز در این راه جان می‌سپارد.
از جمله مسئولین و چهره‌های شاخص استان فارس می‌توان به منوچهر حاجی زاده با سابقه ای برجسته در حوزه آموزشی، اجرایی و قضایی در سطح استان فارس اشاره نمود.
سابقه اجرایی ایشان عضویت در شورای اسلامی شهر دهرم، بخشدار بخش دهرم شهرستان فراشبند، بخشدار بخش طسوج شهرستان کوار
سابقه آموزشی ایشان معلم در شهرهای دهرم و دژگاه شهرستان فراشبند و همچنین عضو ارشد هیئت رسیدگی به تخلفات اداری اداره کل آموزش و پرورش استان فارس و دانشگاه فرهنگیان استان فارس می‌باشد.
همچنین آقای منوچهر حاجی زاده عضو کانون وکلای دادگستری فارس و کهگیلویه و بویراحمد و از وکلای برجسته و توانمند در سطح استان فارس و شهرستان‌های شیراز و فیروزآباد نیز می‌باشد.

## تقسیمات کشوری
شهرستان کوار شامل ۲ بخش، ۴ دهستان و ۴ شهر به شرح زیر است:

### شهرستان کوار
| بخش   | مرکز بخش | جمعیت بخش ۱۳۹۵ | نام دهستان | مرکز دهستان | جمعیت دهستان ۱۳۹۵ | شهر                 | جمعیت شهر ۱۳۹۵                 |
| ----- | -------- | -------------- | ---------- | ----------- | ----------------- | ------------------- | ------------------------------ |
| مرکزی | کوار     | ۶۰٬۷۱۴ نفر     | کوار       | نوروزان     | ۱۳٬۲۹۱ نفر        | کوار اکبرآباد مظفری | ۳۱٬۷۱۱ نفر ۵٬۸۱۷ نفر ۴٬۰۱۲ نفر |
| مرکزی | کوار     | ۶۰٬۷۱۴ نفر     | فرمشکان    | ده شیب      | ۵٬۸۸۳ نفر         | کوار اکبرآباد مظفری | ۳۱٬۷۱۱ نفر ۵٬۸۱۷ نفر ۴٬۰۱۲ نفر |
| طسوج  | طسوج     | ۲۳٬۱۵۹ نفر     | فتح‌آباد    | فتح‌آباد     | ۱۱٬۹۶۰ نفر        | طسوج                | ۴٬۵۵۵ نفر                      |
| طسوج  | طسوج     | ۲۳٬۱۵۹ نفر     | طسوج       | طسوج        | ۶٬۶۴۴ نفر         | طسوج                | ۴٬۵۵۵ نفر                      |

## مردم‌شناسی و فرهنگ

### زبان
زبان فارس‌های کوار فارسی است که دارای لهجه خاص خود می‌باشند و اندکی تحت تأثیر لهجه شیرازی می‌باشد؛ البته با ساکن شدن عشایر قشقایی در این شهرستان، بخشی از مردم کوار به زبان ترکی قشقایی صحبت می‌کنند.

### مردم
مردم شهرستان کوار فارس و قشقایی می‌باشند.

### مراکز علمی
شهرستان کوار دارای سه واحد دانشگاهی شامل دانشگاه آزاد اسلامی، دانشگاه جامع علمی کاربردی و دانشگاه پیام نور می‌باشد.

### پایگاه‌های خبری
شهرستان کوار دارای دو پایگاه خبری رسمی دارای مجوز از وزارت ارشاد به نام‌های کواره و بهار کوار هست.

## آثار و ابنیه تاریخی
در شهرستان کوار، تپه‌های تاریخی پیش از تاریخ تا زمان هخامنشیان وجود دارد، که بعضی از آن‌ها توسط باستان شناسان، کاوش شده‌اند، مثل تل هکوان و…
اما مهم‌ترین بنای باستانی موجود در کوار سد تاریخی بند بهمن می‌باشد، که بنای آن به زمان هخامنشیان می‌رسد؛ و قدیمیترین سد مورد استفاده در ایران می‌باشد؛ و همچنین پل ارتباطی بر روی رودخانه قره آغاج که در زمان ساسانیان بنا شده است و پلی دیگر که در زمان صفویان بر روی این رودخانه بنا شده است؛ و البته آثاری از کاخی هخامنشی نیز در این شهرستان وجود دارد.

### اماکن زیارتی
مشهورترین زیارتگاه کوار، بقعه امام زاده ابوالقاسم از نوادگان موسی کاظم مشهور به شاهزاده ابوالقاسم می‌باشد که در دامنه کوه مشرف به دشت کوار، در مسیر جاده شیراز به کوار واقع شده است؛ امام زاده زکریا از نوادگان موسی کاظم در روستای مظفری و امام زاده محمد در قصراحمد و چند امام زاده در روستاهای دیگر منطقه که مورد احترام اهالی شهرستان می‌باشند.

## اقتصاد

### کشاورزی
دشت کوار به دلیل خاک بسیار مرغوب و حاصلخیز و همچنین بر خورداری از آب دایمی رودخانه قره آغاج از مراکز مهم کشاورزی کشور می‌باشد؛ که در تولید بسیاری از محصولات زراعی و باغی در رده‌های بالای تولیدی در فارس و کشور ایران قرار دارد. محصولاتی چون گندم، جو، ذرت، هندوانه، انگور، انار، هلو، انجیر و…

### دامپروری
کوار از مراکز عمده تولید شیر و گوشت کشور می‌باشد. وجود سه کارخانه لبنیاتی و صدها گاوداری بزرگ و کوچک صنعتی و سنتی گواه این مدعا می‌باشد.

### حمل و نقل
وجود بیش از پنج هزار کامیون در این شهرستان نشان دهنده سهم بزرگ این شهرستان در حمل و نقل جاده‌ای در کشور می‌باشد.

### صنعت

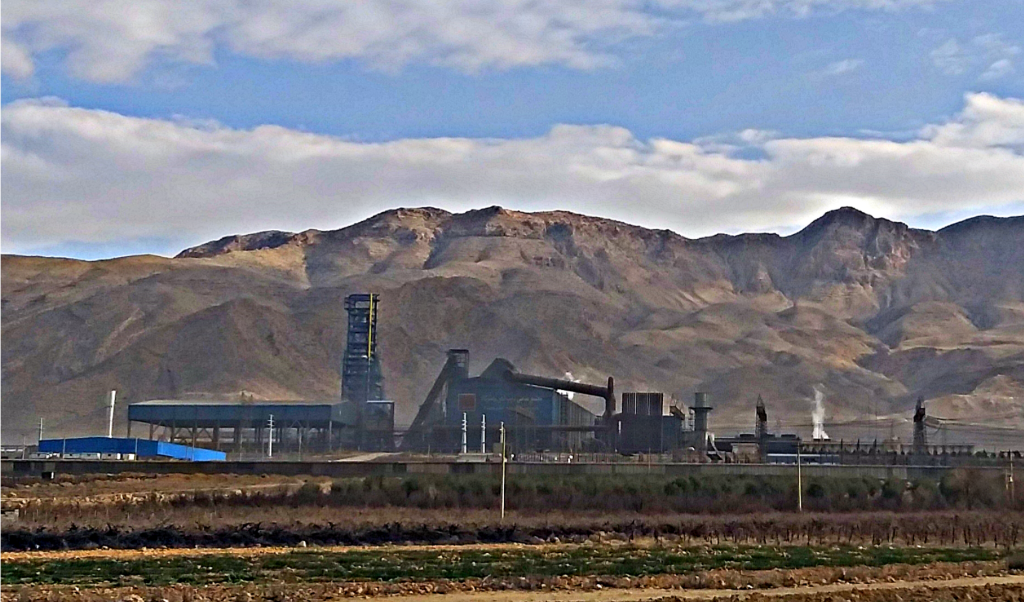
مجتمع فولاد پاسارگاد مظفری

با احداث بزرگ‌ترین کارخانه فولاد بخش خصوصی کشور در کوار، این شهرستان به یکی از قطب‌های تولید فولاد بدل گشته است. مجتمع صنعتی فولادآلیاژی از طرح‌های اقتصادی این شهرستان است، این طرح با اعتبار خارجی ۴۴۳ میلیون و ۵۰۰ هزار یورو و اعتبار داخلی ۳۹۶ میلیارد تومان و با همکاری شرکت‌هایی از اتریش، ایتالیا و ژاپن احداث آن تقریباً تمام می‌باشد.
یکی از مجهزترین کارخانه خوراک دام وطیور (شیرین دانه) در این شهرستان می‌باشد و همچنین کارخانه قند و ده‌ها واحد تولید مختلف در این شهرستان مشغول به فعالیت می‌باشند.

#### کوره‌های آجر فشاری
بیشترین تولید آجر در استان فارس مربوط به این شهرستان در بخش طسوج می‌باشد.

## مجلس
شهرستان کوار به همراه شهرستان‌های سروستان و خرامه، هر سه دارای یک نماینده در مجلس شورای اسلامی می‌باشند که تا کنون آقایان اسماعیل نوروزی در دوره چهارم، سعدالله روستا طسوجی در دوره ششم، نصراله کوهی در دوره هشتم و عبدالعلی رحیمی مظفری در دوره یازدهم از این شهرستان به مجلس شورای اسلامی راه یافته‌اند.